# Eugène Turbat
Eugène Turbat est un horticulteur et un homme politique français né le 18 novembre 1865 à Ardon (Loiret) et décédé le 22 mars 1944 à Orléans,.

## Biographie
Eugène Turbat naît le 18 novembre 1865 dans la petite commune d'Ardon située dans la région naturelle de Sologne, à une quinzaine de kilomètres au sud d'Orléans. Son père, Jules Turbat (1835-1901), est jardinier au château de Villiers d'Ardon.
Après son certificat d'études primaires, Eugène Turbat entre en apprentissage chez le pépiniériste Jules Gouchault en 1879.
À partir de 1885, il est ouvrier chez plusieurs horticulteurs de la région parisienne.
Après un séjour en Angleterre pour y apprendre la langue, il est employé pendant onze ans chez un grand grainetier parisien comme voyageur de commerce. Il exerce ensuite les professions d'horticulteur et pépiniériste à partir de 1900 d'abord en association avec son beau-père. Dès 1905, l'entreprise édite un catalogue en anglais. Elle commercialise toute sorte de plantes et vivaces, des pivoines et des roses. À l'époque, l'entreprise emploie 45 ouvriers pour 25 hectares.
Eugène Turbat est notamment connu pour ses activités de rosiériste au travers de créations de variétés de rosiers hybrides de type polyantha, avec  les variétés « Yvonne Rabier » en 1910, variété naine de couleur blanche, « Maman Turbat » en 1911, « Marie-Jeanne » en 1913, de couleur blanche, « Madame Jules Gouchault » en 1914, « Éblouissant » et « Daisy Brasilier » en 1918, « Violette » en 1921, « Triomphe Orléanais », variété grimpante en 1922, « Pierre Cormier » en 1926, « Distinction » en 1927 et « Suzanne Albrand » en 1930 ; ou wichuraiana avec les variétés 'Source d'Or' en 1912, 'Louis Sauvage' en 1914, 'Fernand Rabier' en 1918, 'Beauté Orléanaise' en 1919, 'La Fraîcheur' en 1921, 'Clematis' en 1924, ou encore 'Marie Gouchault' en 1927, variété à la floraison exubérante très prisée en Angleterre, et 'Bonfire' en 1928. Eugène Turbat est également l'obtenteur du célèbre rosier multiflora 'Ghislaine de Féligonde' (1916) dont le succès ne se dément pas depuis plus d'un siècle en France comme à l'étranger. Il obtient aussi en 1922 l'hybride de Rosa multiflora grimpant 'Printemps Fleuri'.

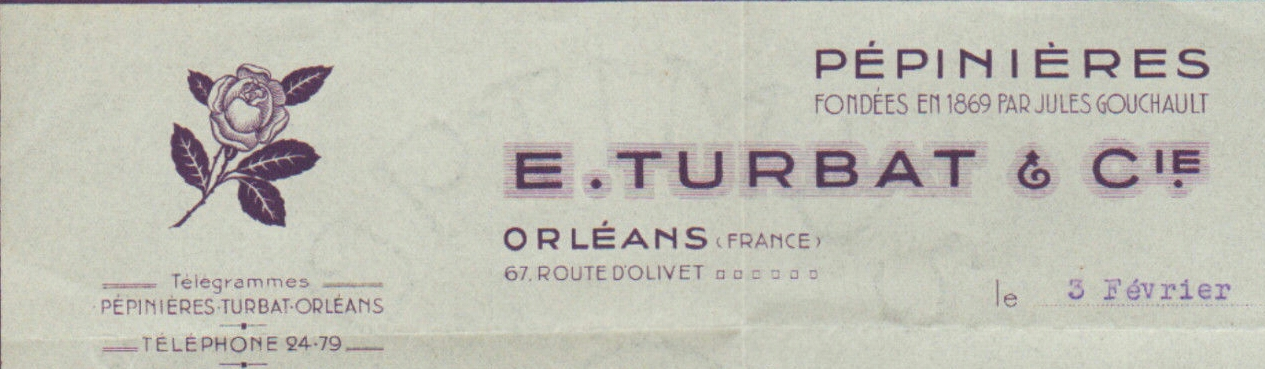
En-tête des établissements E. Turbat et Cie en 1940.

Eugène Turbat épouse en 1893 Louise Gouchault (1871-1952, fille du rosiériste Jules Gouchault chez qui il avait été apprenti) qui lui donne deux filles, Suzanne et Thérèse, et un fils, Marcel. Membre du parti radical-socialiste et franc-maçon, il est élu maire d'Orléans en 1929 et succède à Théophile Chollet en 1935.
Il devient sénateur du Loiret à la suite de l'élection partielle du 10 juin 1933 en remplacement de son ami Fernand Rabier, à qui il avait dédié un rosier grimpant en 1918.
En 1935, il est remplacé au poste de maire d'Orléans par le socialiste Claude Lévy.
Son mandat de sénateur s'achève le 31 décembre 1941.
Au début de l'occupation allemande, le 10 juillet 1940, il ne prend pas part au vote des pleins pouvoirs au maréchal Pétain.
Eugène Turbat est fait chevalier de la Légion d'honneur. Il est membre de la Royal Horticultural Society de Grande-Bretagne.
Une rue d'Orléans porte son nom. Une grande partie de ses obtentions est visible à la roseraie Jean-Dupont d'Orléans.

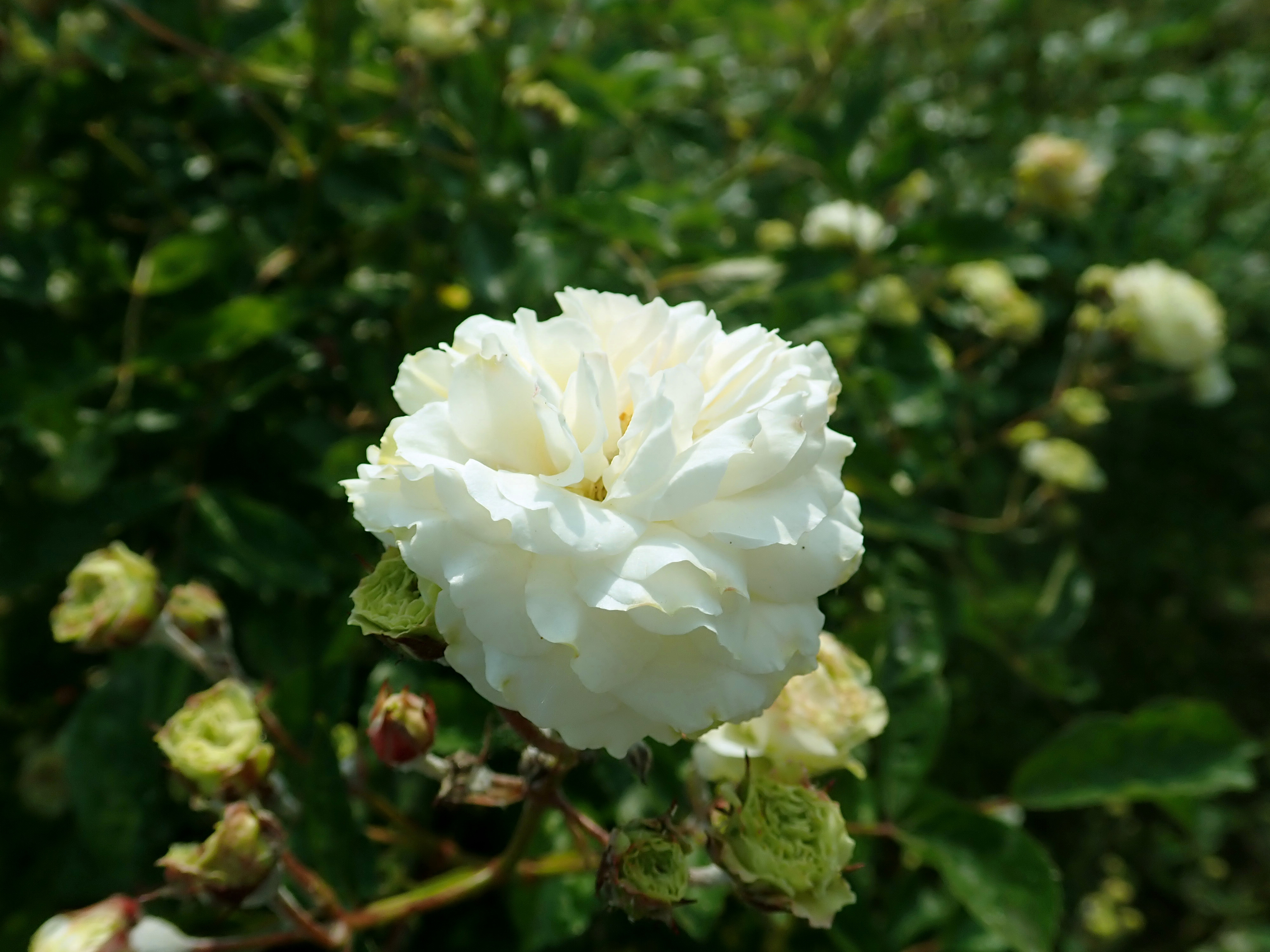
Rose 'Marie-Jeanne' (1913).
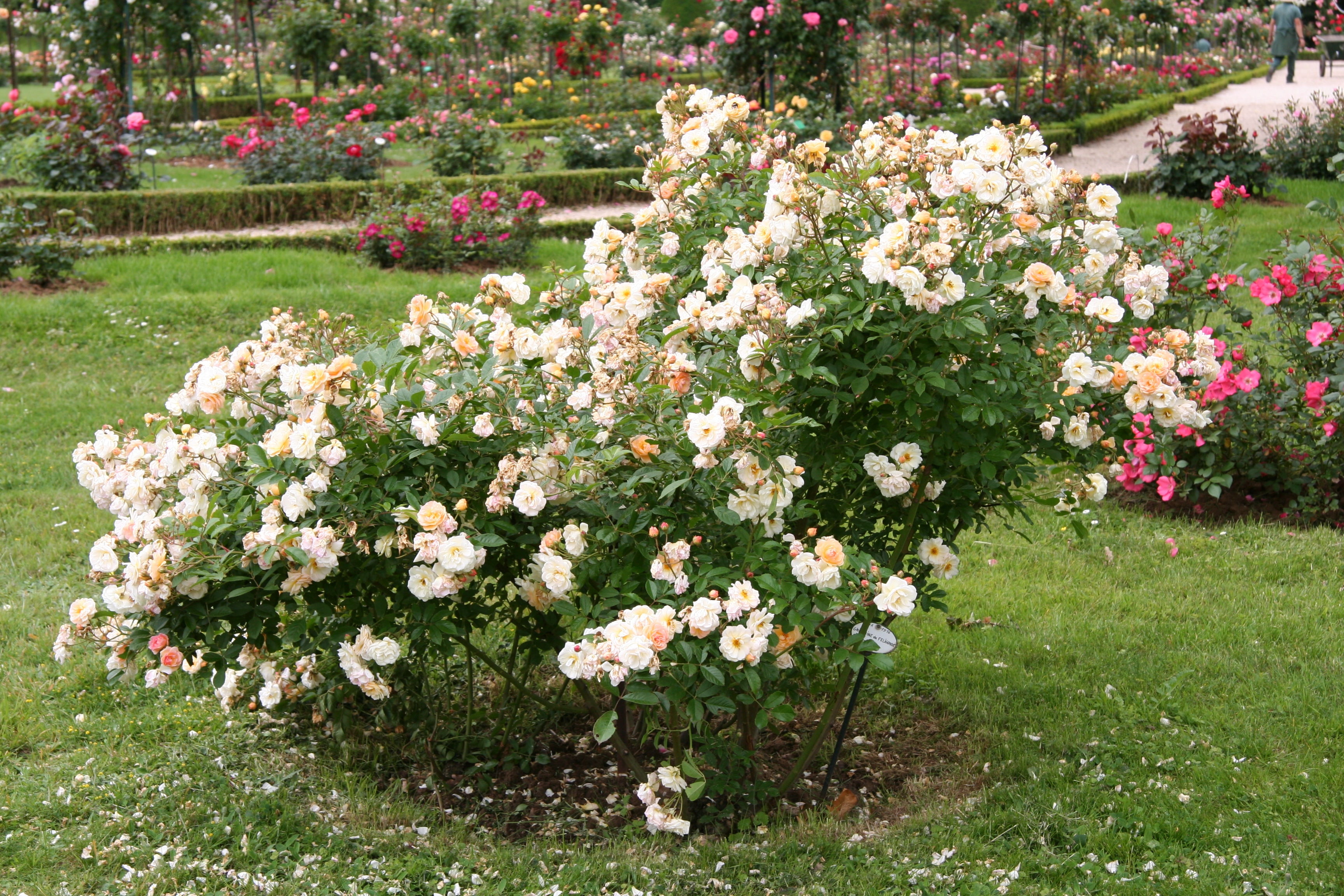
Rosier 'Ghislaine de Féligonde' à la roseraie de Bagatelle.
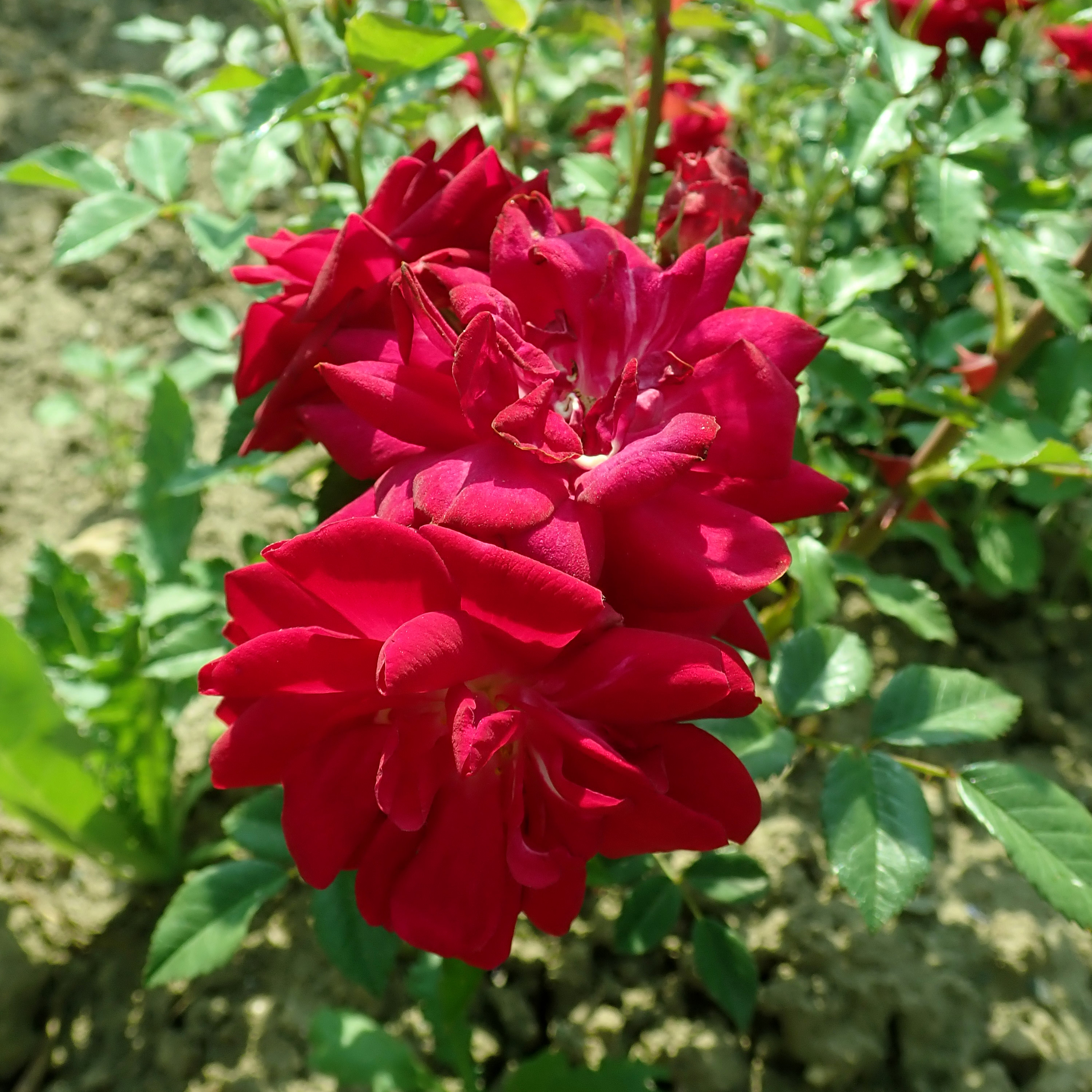
'Éblouissant' (1918).
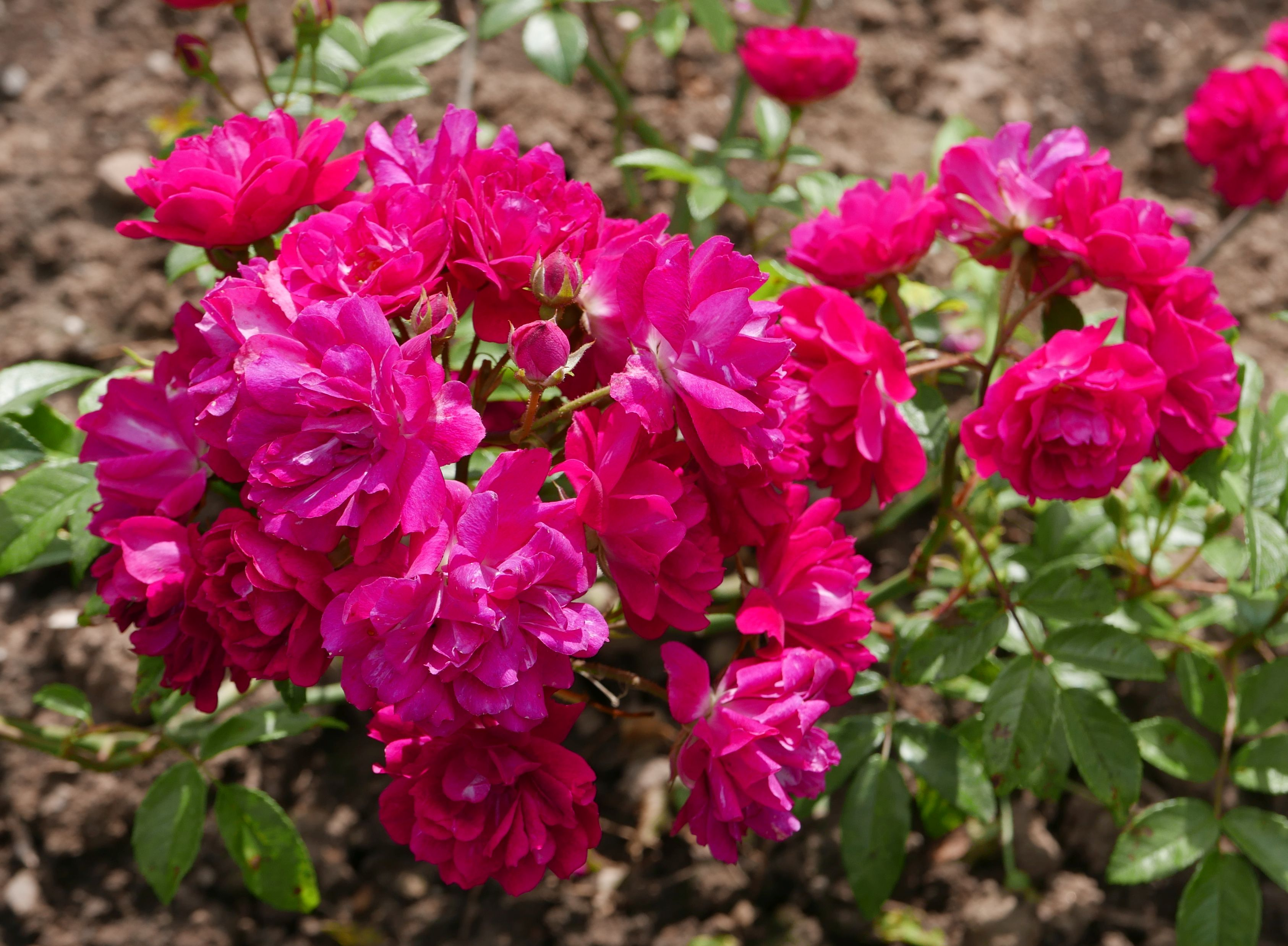
'Pierre Cormier' (1926), à l'Europa-Rosarium de Sangerhausen.
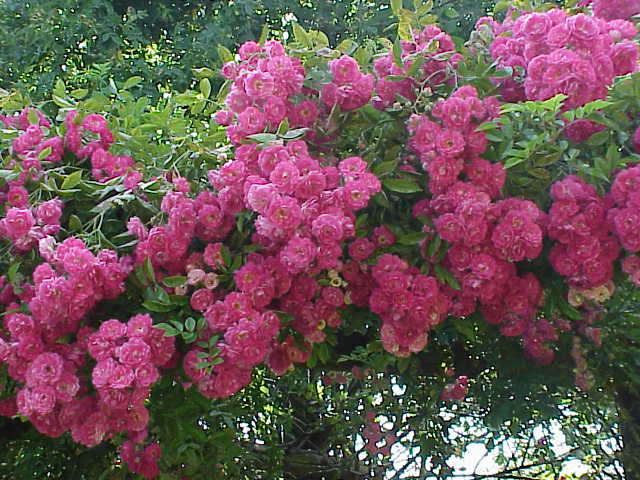
Rosier grimpant 'Marie Gouchault' (1927).